# Franco Cappelli
Franco Cappelli (1908) è stato un attore italiano, noto per i suoi ruoli di attore bambino tra il 1914 e il 1922.

## Biografia
Nato nel 1908, Franco Cappelli (talora erroneamente citato come Franco Capelli) è figlio d'arte. Il nonno Enrico Cappelli era un popolarissimo attore teatrale bolognese, e attori sono anche il padre, Dante Cappelli, e la madre, Daisy Ferrero. Il piccolo Franco comincia a recitare al loro fianco in varie pellicole, già negli anni dieci. In Pepeniello (Napoli 1820) (1914) si segnala in particolare come il piccolo protagonista di una vicenda che si colloca nel filone dei racconti risorgimentali alla De Amicis.
Il successo si consolida agli inizi degli anni venti, quando due pellicole (Biribì, il piccolo poliziotto torinese e Il giro del mondo di un birichino di Parigi) fanno di Franco Cappelli uno dei più celebrati attori bambini del tempo in Italia. La pubblicità della neonata Piemonte Film si riferisce a lui come "il mondiale piccolo grande artista, interprete prodigioso del Birichino di Parigi […] e degli indimenticabili racconti deamicisiani del Cuore".. La compagnia, a conduzione familiare, annunzia il lancio di una "Serie Franco Cappelli", intesa a capitalizzare il successo del giovane interprete. Per la Piemonte Film Franco realizza, sotto la direzione del padre, due pellicole di successo Lo scoiattolo del mare e Lo strano viaggio di Pim-Popò. La compagnia realizza anche un'altra pellicola, Le scogliere della morte, che uscirà però con il marchio della Colombo di Milano.
Con il fallimento della Piemonte Film ha termine anche la carriera attoriale di Franco Cappelli.

## Filmografia
- Pepeniello (Napoli 1820), regia di Alberto Degli Abbati (1914)
- Un grande dramma in un piccolo cuore, regia di Guido Di Nardo (1915)
- Il piccolo protettore, regia di Camillo De Riso (1915)
- I cavalieri delle tenebre, regia di Giuseppe Pinto (1915)
- Biribì, il piccolo poliziotto torinese, regia di Giovanni Pezzinga (1920)
- Il giro del mondo di un birichino di Parigi, regia di Luigi Maggi (1921)
- Lo scoiattolo del mare, regia di Dante Cappelli e Giovanni Casaleggio (1921)
- Le scogliere della morte, regia di Dante Cappelli e Giovanni Casaleggio (1921)
- Lo strano viaggio di Pim-Popò, regia di Dante Cappelli e Giovanni Casaleggio (1922)